# 十二湖駅
十二湖駅（じゅうにこえき）は、青森県西津軽郡深浦町大字松神字下浜松にある、東日本旅客鉄道（JR東日本）五能線の駅である。

## 歴史
仮停車場から臨時駅を経て、1988年（昭和63年）に常設駅に昇格した。臨時快速「リゾートしらかみ」の停車駅である。

### 年表
- 1959年（昭和34年）9月15日[4]：国鉄の仮停車場として西津軽郡岩崎村に開業[2][3]。
- 1987年（昭和62年）4月1日：国鉄分割民営化により、東日本旅客鉄道の臨時駅となる[3]。
- 1988年（昭和63年）2月1日：通年営業の駅となる[2][3]。
- 2005年（平成17年）3月19日：新駅舎の使用を開始する[2]。
- 2010年（平成22年）4月1日：深浦駅から五所川原駅に管理駅が変更となる。
- 2024年（令和6年）10月1日：えきねっとQチケのサービスを開始[1][5]。

## 駅構造
単式ホーム1面1線を有する地上駅である。現在の駅舎は、旧岩崎村が十二湖観光の拠点施設として新たに駅舎を建設し、産直施設を新たに設けた。深浦町観光協会が指定管理者として運営し、観光案内所もある。冬季間（12月 - 3月）の10時 - 15時は、年末年始を除き土日に職員がいる。
弘前統括センター（五所川原駅）の無人駅である。

## 駅周辺
- 国道101号
- 松神簡易郵便局
- ガンガラ穴
- 十二湖
- アオーネ白神十二湖（駅前より弘南バスの路線バス〈冬季除く〉またはアオーネ白神十二湖のシャトルバスがある）
- 弘南バス「十二湖駅前」停留所

## 隣の駅
東日本旅客鉄道（JR東日本）
■五能線
- 臨時快速「リゾートしらかみ」停車駅

□快速
岩館駅 ← 十二湖駅 ← ウェスパ椿山駅
■普通
松神駅 - 十二湖駅 - 陸奥岩崎駅